# Nick Muse
Nicholas Muse (Belmont, Carolina del Norte, 25 de noviembre de 1998) más conocido como Nick Muse, es un jugador profesional estadounidense de fútbol americano que se desempeña en la posición de tight end en Minnesota Vikings, equipo de la National Football League (NFL).

## Carrera
Fue seleccionado en la séptima ronda en la Reunión Anual de Selección de Jugadores de la NFL de 2022. Hizo su debut profesional con el equipo Minnesota Vikings, donde lleva jugando dos temporadas.